# مجيدوه (فلم)
هو مسلسل كوميدي كويتي من بطولة الفنان الكويتي مبارك المانع، ومن إخراج نعمان حسين تأليف فايز العامر، أيمن الحبيل بطولة طارق العلي، دوره في المسلسل دور «الصبي» لابو خليفة «طارق العلي»، إلا أن هذا الصبي «الخادم» يساهم في جلب المشاكل لأبي خليفة وزوجته.. المسلسل تعيش حلقاته في حقبة الخمسينيات والستينيات، عن عائلة تتكون من زوج وزوجته وابنهما خليفة وابنة أخت الزوجة..
فطارق العلي يحيي دور «الفلتة» طبيب الحي الذي يعلم بكل شيء، وعلى الجهة الأخرى زوجته التي تجسد دورها «منى شداد»، وهي البخيلة التي تحاول جمع المال بشتى الطرق، فتسبب المشاكل لزوجها، وتبدأ طرائف المسلسل بين الزوجين والابن وابنة الأخت «قماشة»، والصبي «مجيدوه»، وإن كانت القصة تدور في حقبة قديمة إلا أنها لا تخلو من التعليقات الساخرة على الحياة الحالية.